# Rancho Alegre d'Oeste
Rancho Alegre d'Oeste är en kommun i Brasilien.   Den ligger i delstaten Paraná, i den södra delen av landet, 1 100 km sydväst om huvudstaden Brasília. Antalet invånare är 2 847. Arean är 241 kvadratkilometer.
Terrängen i Rancho Alegre d'Oeste är lite kuperad.
Trakten runt Rancho Alegre d'Oeste består till största delen av jordbruksmark. Runt Rancho Alegre d'Oeste är det ganska glesbefolkat, med 23 invånare per kvadratkilometer.